# Thẻ ATM
Thẻ ATM là một loại thẻ theo chuẩn ISO 7810, bao gồm thẻ ghi nợ và thẻ tín dụng, dùng để thực hiện các giao dịch tự động như kiểm tra tài khoản, rút tiền hoặc chuyển khoản, thanh toán hóa đơn, mua thẻ điện thoại v.v. từ máy rút tiền tự động (ATM). Loại thẻ này cũng được chấp nhận như một phương thức thanh toán không dùng tiền mặt tại các điểm thanh toán có chấp nhận thẻ.

## Đặc điểm
Thẻ thường thiết kế với kích thước chữ nhật tiêu chuẩn để phù hợp với khe đọc thẻ, có kích thước thông thường là 10 cm x 6 cm. Trên bề mặt thẻ dập nổi tên chủ thẻ, số thẻ, băng giấy để chủ thẻ ký tên, và băng từ (thẻ từ) hoặc chip (thẻ chip) lưu trữ thông tin về tài khoản đã được khách hàng đăng ký tại ngân hàng

## Các loại thẻ
Tại Việt Nam thẻ ATM thường được hiểu là thẻ ghi nợ, hay còn gọi là thẻ ghi nợ nội địa, là loại thẻ có chức năng rút tiền dựa trên cơ sở ghi nợ vào tài khoản. Chủ tài khoản phải có sẵn tiền trong tài khoản từ trước và chỉ được rút trong giới hạn tiền có trong tài khoản của mình. Một số ngân hàng cho phép rút đến mức 0, tuy có một số ngân hàng khác yêu cầu bắt buộc phải để lại một số tiền tối thiểu trong tài khoản.
Tuy nhiên, trong thực tế thẻ ghi nợ vẫn có thể rút tiền ở mức âm, hay rút thấu chi, như một dịch vụ tín dụng giá trị gia tăng mà các ngân hàng triển khai cho các chủ tài khoản dựa trên cơ sở có tài sản thế chấp, có sự tin cậy nhất định, hoặc thực hiện phương thức trả lương qua tài khoản.
Thẻ ATM trong thực tế còn là tên gọi khái quát, chung nhất cho các loại thẻ sử dụng được trên máy giao dịch tự động (ATM), bao gồm trong nó cả các loại thẻ tín dụng (như thẻ Visa, MasterCard, thẻ American Express). Thẻ tín dụng dựa trên yếu tố hạn mức tín dụng, theo đó tùy loại thẻ và tùy khách hàng, ngân hàng sẽ cấp cho khách hàng một hạn mức tín dụng nhất định. Hạn mức tín dụng là số tiền tối đa chủ thẻ được chi tiêu trong một khoảng thời gian nào đó (1 tháng, 45 ngày hay hơn). Khách hàng có thể rút số tiền được ngân hàng cấp đó trong thời hạn nhất định và buộc phải thanh toán khi đáo hạn. Nếu quá hạn mức tín dụng chưa thanh toán kịp ngân hàng sẽ tính lãi suất cao.
Điểm khác biệt của loại thẻ tín dụng này so với thẻ ghi nợ nói trên, ngoài yếu tố tín dụng như một đặc điểm ngày càng mờ nhòe (vì trong thực tế thẻ ghi nợ vẫn có thể chấp nhận tín dụng, và thẻ tín dụng vẫn có thể rút tiền dựa trên yếu tố ghi nợ vào tài khoản), là thẻ tín dụng thường có thể thực hiện tại các điểm chấp nhận giao dịch bằng thẻ trên toàn cầu, khác biệt với loại thẻ ghi nợ nội địa chỉ chấp nhận giao dịch trong nước (hoặc hạn chế ở vùng mậu biên các quốc gia lân cận).
Ngoài ra còn có một loại thẻ ATM song hành gọi là thẻ phụ, thẻ này đứng tên chủ tài khoản như thẻ chính nhưng chủ tài khoản sẽ yêu cầu chuyển một số khoản tiền nhất định cho thẻ này. Loại thẻ này được nhiều người chồng sử dụng để qua mặt vợ trong việc thực hiện nghĩa vụ tài chính đối với gia đình như chỉ đưa thẻ chính cho vợ mà chỉ có các khoản tiền lương, còn một số khoản tiền thưởng, phụ cấp thì sử dụng thẻ phụ để rút và sử dụng.

## Giao dịch trên máy ATM
Thẻ ATM thực chất là một thẻ để khách hàng có thể giao dịch trên máy ATM với tư cách là thẻ ghi nợ hay thẻ tín dụng, là loại thẻ cho phép thực hiện nhiều loại giao dịch ngân hàng một cách tự động mà ngân hàng triển khai máy cho phép. Việc thực hiện các giao dịch ngân hàng được lập trình sẵn để khách hàng là chủ thẻ có thể dễ dàng thao tác mà không cần sự trợ giúp của nhân viên ngân hàng và vẫn đạt được kết quả mong đợi là giao dịch với ngân hàng thành công. Bên cạnh đó, với mỗi loại thẻ của các ngân hàng khác nhau, sẽ có những giao dịch giống và khác nhau được thực hiện trên máy. Giao dịch giống nhau là các giao dịch truyền thống, ví dụ như rút tiền, kiểm tra số dư tài khoản, chuyển khoản.
Các giao dịch khác chỉ có ở những ATM của các ngân hàng khác nhau. Sự khác nhau này là những giao dịch thuộc giá trị gia tăng của thẻ do ngân hàng đó tạo ra, nhằm tạo thế khác biệt trong cạnh tranh và nâng cao năng lực của thẻ ATM cho khách hàng của ngân hàng mình.
Tại các máy giao dịch tự động, khi tín hiệu trên khe đọc thẻ nhấp nháy cho biết máy sẵn sàng. Khách hàng chỉ cần cho thẻ vào khe đọc thẻ theo đúng chiều mũi tên, và nhập mã số cá nhân (PIN), là đã có thể bắt đầu thực hiện các dịch vụ truyền thống cũng như các dịch vụ giá trị gia tăng (nếu có).

## Thanh toán không dùng tiền mặt
Hiện nay trên khắp thế giới thẻ ATM cũng không phải chỉ để giao dịch trên các máy ATM thuần tuý, nó còn được giao dịch tại rất nhiều các thiết bị POS mà ngân hàng phát hành triển khai tại các điểm chấp nhận thanh toán nó thông qua hợp đồng chấp nhận thẻ đó. Các điểm chấp nhận thanh toán này có thể là khách sạn, nhà hàng, siêu thị, cửa hàng xăng dầu, sân bay v.v.
Việc thực hiện các giao dịch này tại điểm chấp nhận thanh toán phải có 2 điều kiện: thứ nhất, điểm chấp nhận này đã có hợp đồng chấp nhận thanh toán thẻ này với ngân hàng phát hành hoặc đại lý thanh toán của ngân phát hành, và được ngân hàng trang bị loại máy thanh toán phù hợp. Thứ hai là khách hàng khi thực hiện giao dịch phải nhập mã số cá nhân của mình (PIN). Chính vì phải nhập mã số cá nhân nên việc được trang bị loại máy phù hợp giao dịch mới có thể thực hiện được, do có nhiều loại máy hiện không cho phép khách hàng nhập mã số cá nhân vào máy.
Tại các điểm chấp nhận thanh toán bằng thẻ phù hợp với thẻ của khách hàng, khách đưa thẻ quẹt qua khe đọc thẻ, nhập mã số cá nhân và số tiền cần thanh toán, máy sẽ in ra hóa đơn và khách hàng ký vào, hoàn tất quy trình thanh toán.